# 星野亞希
星野亞希（日语：星野亜希，1977年3月14日—，婚後改姓氏成為三浦亞希），藝名（與「星野亞希」的日文讀音相同），日本寫真女星、藝人與女演員。

## 私生活
2009年傳出與19歲職業賽馬騎師三浦皇成姊弟戀，兩人相差13歲。 但兩人始終並未公開承認。直到2010年11月，兩人分別在網誌上公開這段戀情。二人在2011年9月25日於東京註冊結婚。，婚禮則在三浦的生日12月19日舉行，並且是已懷有五個月身孕。

## 出演節目

### 電視節目
- 《男女糾察隊》（ロンドンハーツ，朝日電視台，2005年11月 - 2007年11月）
- 《垃圾律師》（弁護士のくず，TBS，2006年4月） - 小俣夕花 飾

## 書籍

### 寫真集
- tomorrow（1999年2月、ISBN 4821122626）
- H学園（2003年7月、ISBN 4-8946-1948-2）
- AN ADULT AKI（2003年12月、ISBN 4-8604-6073-1）
- DarnTarn（2004年5月20日、ISBN 4-8124-1647-7）
- H―ほしのあき写真集（2005年2月、ISBN 4-0878-0404-6）
- 月刊 ほしのあき（2005年7月、ISBN 4-1079-0145-9）
- 秘桃（2005年11月26日、ISBN 4-8470-2899-6）
- 月刊 ほしのあき Spicial（2006年7月、ISBN 4107901610）
- EYE-CANDY（2006年10月、ISBN 4091030505）
- ダブ・ハピ DOUBLE HAPPINESS（2006年12月、ISBN 4054032001）
- ほしのあき2002-2007 "超A級保存版"（2007年5月、ISBN 4896446321）
- 月刊 ほしのあき III（2007年8月、ISBN 4107901769）
- SNEAKER LOVER（2008年2月、ISBN 4777108643）

### 戲劇
- 惡作劇之吻（1996年、朝日電視台）- 飾演 琴子的同學
- 催眠（1999年）
- 三姊妹偵探團（1998年、日本電視台）
- 39歲的秋天（1998年、TBS）
- 都立水商!（2006年、日本電視台）- 飾演 秋葉萌
- 流氓律師 - 飾演 夕花
- 蜻蜓（2006年、WOWOW） - 飾演
- 屬於我的偶像（ぼくだけの☆アイドル，2007年、東京電視台） - 飾演 高鳥美千
- 極道鮮師3（2008年4月19日、日本電視台）飾演 鮎川櫻（鮎川さくら）
- 夫婦道（2009年5月20日播放、TBS）- 飾演 千尋
- 完美小姐進化論（2010年1月15日播放、TBS）- 飾演 真理

## 外部連結
- A-Team官方個人介紹頁
- A-PLUS官方個人介紹頁
- ほしのあき Official Blog （页面存档备份，存于）
- 星野亞希的Instagram帳戶